# Numurkah
Numurkah is een plaats in de Australische deelstaat Victoria en telt 4643 inwoners (2006).